# Крвавица (Крушевац)
Крвавица је насељено место града Крушевца у Расинском округу. Према попису из 2022. било је 627 становника (према попису из 1991. било је 898 становника).

## Историја
До Другог српског устанка Крвавица (тада Крвавице) се налазила у саставу Османског царства. Након Другог српског устанка Крвавица улази у састав Кнежевине Србије и административно је припадала Јагодинској нахији и Темнићској кнежини све до 1834. године када је Србија подељена на сердарства.

### Порекло становңиштва
Подаци из 1905. године)
- Рајковићи (24 k., Св. Никола), старинци.
- Козићи и Јелићи (15 k., Св. Ђорђе и Ђурђевдан), доселили из Сталаћа у окр. крушевачком. Са Козићима у Бошњанима сматрају се као један род.
- Максимовићи и Милићевићи (12 k., Св. Арханђео), доселили из Жупе.
- Цветковићи (8 k., Св. Арханђео) су непознате старине.
- Дамњановићи (6 k., Св. Никола), доселили из Жупе, а тамо из Топлице.
- Белобрковићи (10 k., Св. Ђорђе и Ђурђевдан). Старином су са Косова, одакле су се преселили у Топлицу, а одатле у Жупу у село Лопаш, па отуда су дошли овамо.
- Плетикапићи (3 k., Св. Ђорђе и Ђурђевдан), пресељени од стариначког рода Радивојевић из Бошњана.
- Милетићи (6 k., Св. Арханђео и Госпођиндан), доселили из Топлице.
- Савковићи (10 k., Св. Илија и Св. Ћирик), доселили из крушевачког округа.
- Маврићи (8 k., Св. Јован), пресељени из Глобара, а тамо су дошли из Топлице.
- Ивановићи (7 k., Св. Ђорђе и Ђурђевдан), доселили из Жупе.

## Демографија
У насељу Крвавица живи 679 пунолетних становника, а просечна старост становништва износи 40,7 година (39,9 код мушкараца и 41,4 код жена). У насељу има 203 домаћинства, а просечан број чланова по домаћинству је 4,25.
Ово насеље је великим делом насељено Србима (према попису из 2002. године), а у последња три пописа, примећен је пад у броју становника.
|  |

| Демографија | Демографија | Демографија |
| Година      | Становника  | Становника  |
| ----------- | ----------- | ----------- |
| 1948.       | 773         |             |
| 1953.       | 980         |             |
| 1961.       | 926         |             |
| 1971.       | 941         |             |
| 1981.       | 941         |             |
| 1991.       | 898         | 883         |
| 2002.       | 862         | 890         |

| Етнички састав према попису из 2002.‍ | Етнички састав према попису из 2002.‍ | Етнички састав према попису из 2002.‍ | Етнички састав према попису из 2002.‍ | Етнички састав према попису из 2002.‍ |
| ------------------------------------ | ------------------------------------ | ------------------------------------ | ------------------------------------ | ------------------------------------ |
|                                      |                                      |                                      |                                      |                                      |
| Срби                                 | Срби                                 |                                      | 856                                  | 99,30%                               |
| непознато                            | непознато                            |                                      | 6                                    | 0,69%                                |

| Крвавица у пописима Јагодинске нахије — од 1818. до 1829.                         |       |       |       |       |       |       |          |       |       |       |       |       |
| Година пописа                                                                     | 1818. | 1819. | 1820. | 1821. | 1822. | 1823. | 1824/25. | 1825. | 1826. | 1827. | 1828. | 1829. |
| Куће                                                                              | 17    | 20    | 19    | 20    | 21    | 23    | 23       | 24    | 23    | 22    | 24    | 24    |
| Пореске главе*                                                                    | -     | 25    | 23    | 22    | 25    | 26    | 25       | 24    | 25    | 24    | 27    | 28    |
| Арачке главе**                                                                    | 56    | 54    | 53    | 55    | 59    | 61    | 64       | 69    | 69    | 70    | 72    | 75    |
| *Пореске главе = Ожењени мушкарци \| ** Арачке главе = Мушкарци од 7 до 70 година |       |       |       |       |       |       |          |       |       |       |       |       |

| Година пописа     | 1948. | 1953. | 1961. | 1971. | 1981. | 1991. | 2002. |
| ----------------- | ----- | ----- | ----- | ----- | ----- | ----- | ----- |
| Број домаћинстава | 148   | 187   | 196   | 206   | 216   | 203   | 203   |

| Број чланова      | 1  | 2  | 3  | 4  | 5  | 6  | 7  | 8 | 9 | 10 и више | Просек |
| ----------------- | -- | -- | -- | -- | -- | -- | -- | - | - | --------- | ------ |
| Број домаћинстава | 27 | 30 | 24 | 36 | 24 | 29 | 17 | 8 | 2 | 6         | 4,25   |

| Пол    | Укупно | Неожењен/Неудата | Ожењен/Удата | Удовац/Удовица | Разведен/Разведена | Непознато |
| ------ | ------ | ---------------- | ------------ | -------------- | ------------------ | --------- |
| Мушки  | 337    | 52               | 254          | 18             | 12                 | 1         |
| Женски | 364    | 30               | 263          | 61             | 9                  | 1         |
| УКУПНО | 701    | 82               | 517          | 79             | 21                 | 2         |

| Пол    | Укупно                    | Пољопривреда, лов и шумарство | Рибарство                            | Вађење руде и камена | Прерађивачка индустрија       |
| ------ | ------------------------- | ----------------------------- | ------------------------------------ | -------------------- | ----------------------------- |
| Мушки  | 238                       | 175                           | 0                                    | 1                    | 57                            |
| Женски | 197                       | 175                           | 0                                    | 0                    | 9                             |
| УКУПНО | 435                       | 350                           | 0                                    | 1                    | 66                            |
| Пол    | Производња и снабдевање   | Грађевинарство                | Трговина                             | Хотели и ресторани   | Саобраћај, складиштење и везе |
| Мушки  | 0                         | 1                             | 1                                    | 0                    | 2                             |
| Женски | 0                         | 0                             | 8                                    | 0                    | 0                             |
| УКУПНО | 0                         | 1                             | 9                                    | 0                    | 2                             |
| Пол    | Финансијско посредовање   | Некретнине                    | Државна управа и одбрана             | Образовање           | Здравствени и социјални рад   |
| Мушки  | 0                         | 0                             | 1                                    | 0                    | 0                             |
| Женски | 0                         | 0                             | 0                                    | 1                    | 2                             |
| УКУПНО | 0                         | 0                             | 1                                    | 1                    | 2                             |
| Пол    | Остале услужне активности | Приватна домаћинства          | Екстериторијалне организације и тела | Непознато            | Непознато                     |
| Мушки  | 0                         | 0                             | 0                                    | 0                    | 0                             |
| Женски | 0                         | 0                             | 0                                    | 2                    | 2                             |
| УКУПНО | 0                         | 0                             | 0                                    | 2                    | 2                             |